# Jachinowo
Jachinowo (bułg. Яхиново) – wieś w Bułgarii, w obwodzie Kiustendił, w gminie Dupnica. Według danych szacunkowych Ujednoliconego Systemu Ewidencji Ludności oraz Usług Administracyjnych dla Ludności, 15 września 2022 roku miejscowość liczyła 1798 mieszkańców.

## Osoby związane z miejscowością

### Urodzeni
- Iwan Bantutow (1931–1996) – bułgarski generał-major
- Iwan Tomow (1942–2021) – bułgarski generał-major